# 言語交替

コンウォール語から英語への言語交替

言語交替（げんごこうたい）または言語交換、言語変更、言語転換、言語移行、言語取り換え（Languages shift、Language transfer、Language replacement、Assimilation）は言語集団が使用言語を別言語に変えることである。言語交換の要因として、文化的・社会的地位の圧倒的な優位性や、リンガフランカの確立による少数言語の使用衰退などが挙げられる。

## 言語交替の例
- 西ヨーロッパ：バスク語など（先印欧語）→インド・ヨーロッパ語族
- イタリア：エトルリア語・オスク語・ウンブリア語・ギリシャ語など→ラテン語（ロマンス諸語）
- フランス：ガリア語→俗ラテン語（ロマンス語）
- フィンランド：
  - 北部サーミ語→フィンランド語
  - イナリ・サーミ語→フィンランド語
  - スコルト・サーミ語→フィンランド語
- 中央アジア：インド・ヨーロッパ語族イラン語派→テュルク諸語
- エジプト：エジプト語→アラビア語エジプト方言
- イギリスとアイルランド： 島嶼ケルト語→英語
- バルカン：古代バルカン諸語→スラブ語派
- ピグミー：「原ピグミー語」→バンツー諸語
- ハザーラ人：モゴール語→ダリー語
- シベリア：古シベリア諸語→アルタイ諸語（チュルク語、モンゴル語、ツングース語）
- 台湾：
  - 台湾諸語、客家語、ホーロー語→官話
- 日本：
  - アイヌ語→日本語

## 遺伝子との関係
言語の分布はY染色体ハプログループと相関することが多い（父系言語仮説）。同系統の言語にもかかわらずY染色体が異なる場合、多くはどちらかの集団で言語交替が起こった可能性が高い。例えば、ハンガリー人の言語はウラル語族に属すが、他のウラル系民族に高頻度なハプログループN (Y染色体)をほとんど有しておらず、周辺のスラブ系民族と同質のY染色体頻度を持つ。これはパンノニア平原に居住する人々において過去にハンガリー語への言語交替が起こったことを示す。